# Parascopas similis
Parascopas similis är en insektsart som beskrevs av Ronderos 1976. Parascopas similis ingår i släktet Parascopas och familjen gräshoppor. Inga underarter finns listade i Catalogue of Life.